# Докса (футбольный клуб, Драма)
«Докса» Драма (греч. Γ.Σ. Δόξα Δράμας) — греческий футбольный клуб представляющий в чемпионате своей страны город Драма. Был основан в 1918 году английскими солдатами под именем «Пелеос», через год получил своё теперешнее название. Домашним стадионом клуба, является арена «Кафтанзоглио», вмещающая 27 770 зрителей. В Суперлиге Греции клуб провёл в общей сложности 21 сезон, дебютным из которых был сезон 1959/60, в том же сезоне клуб добился и наивысшего результата в чемпионатах Греции, в своей истории, заняв 6-е место. «Докса Драма» трижды в своей истории выходила в финал Кубка Греции, но каждый раз в решающем матче проигрывала пирейскому «Олимпиакосу».

## Достижения
- Кубок Греции:
  - Финалист (3): 1953/54, 1957/58, 1958/59

## Известные футболисты
- Милен Радуканов
- Параскевас Анцас
- Георгиос Георгиадис
- Мариос Агафоклеус
- Саввас Пурсаитидис
- Келвин Себве
- Николай Мисюк
- Алассан Н'Дур
- Поль Ададо